# Herb gminy Lipka

Herb gminy Lipka do 2017 r.

Herb gminy Lipka – jeden z symboli gminy Lipka, ustanowiony 27 stycznia 2017.

## Wygląd i symbolika
Herb przedstawia na tarczy w złotym polu zielony liść lipy z takimiż sześcioma owocami lipy po prawej stronie. Jest to tzw. herb mówiący, nawiązujący do nazwy gminy.